# The Live Anthology
The Live Anthology é um box ao vivo da banda de rock americana Tom Petty and the Heartbreakers. O box foi lançado pela Reprise Records em 23 de novembro de 2009, em vários formatos, com os formatos padrão de CD e download, compostos por 48 faixas (em 4 discos).
A capa do box e a capa do álbum foram desenhadas por Shepard Fairey.

## Produção
Em uma entrevista à revista Rolling Stone, Petty afirmou que compilou material ao vivo com Mike Campbell e Ryan Ulyate a partir de três décadas de shows ao vivo.
Em 2008, Ulyate começou a percorrer o arquivo ao vivo de Petty e criou uma biblioteca do iTunes de 170 shows, com um total de 3.509 apresentações, com 400 músicas diferentes. "Eu garanti que Tom e Mike ouvissem todas as músicas que eles já ouviram", disse Ulyate, "e classifiquei os shows com um sistema de estrelas".
Ao longo de sua carreira, Petty documentou extensivamente seus shows, começando no final dos anos setenta. "Estou feliz por termos feito isso. Eu acho que essa é uma das grandes bandas de rock ao vivo. E você realmente nos entende depois de ouvir esse conjunto. Foi muito divertido montar".
Várias outras músicas foram mixadas, mas não chegaram ao álbum. "Shadow of a Doubt (A Kid Complex)", "Don't Do me Like That" e de Eddie Cochran, "Somethin' Else", realizada no Hammersmith Odeon, 6 de março de 1980, foram liberadas na Edição de luxo de Damn the Torpedoes.
Em novembro de 2009, a Harmonix lançou um pacote de seis DLCs de Tom Petty and the Heartbreakers com todas as seis músicas da série The Live Anthology para a série de videogames Rock Band. "A Thing About You", "American Girl", "Even The Losers", "Here Comes My Girl", "Last Dance de Mary Jane" e "Refugee" são destaques. Em janeiro de 2010. a Harmonix lançou um segundo pacote de Live Anthology com "Breakdown", "A Woman In Love", "Century City", "Jammin 'Me", "The Nightwatchman" e "The Waiting". Desde April 2016  o segundo pacote do Anthology DLC não foi listado devido ao licenciamento, enquanto o primeiro ainda está disponível.

## Lista de músicas

### Edição Padrão
| Disco 1        |                                                         |                                                   |         |  |
| N.º            | Título                                                  | Location                                          | Duração |  |
| 1.             | "Ladies and Gentlemen..." (30 de junho de 1981)         | The Forum, Los Angeles                            | 1:16    |  |
| 2.             | "Nightwatchman" (28 de junho de 1981)                   | The Forum, Los Angeles                            | 4:33    |  |
| 3.             | "Even the Losers" (6 de março de 1980)                  | Hammersmith Odeon, Londres, Inglaterra            | 3:40    |  |
| 4.             | "Here Comes My Girl" (6 de março de 1980)               | Hammersmith Odeon, Londres, Inglaterra            | 4:52    |  |
| 5.             | "A Thing About You" (28 de junho de 1981)               | The Forum, Los Angeles                            | 5:05    |  |
| 6.             | "I'm in Love" (7 de dezembro de 1982)                   | Wembley Arena, Londres, Inglaterra                | 3:55    |  |
| 7.             | "I'm a Man" (21 de setembro de 2006)                    | Stephen C. O’Connell Center, Gainesville, Flórida | 2:46    |  |
| 8.             | "Straight into Darkness" (7 de dezembro de 1982)        | Wembley Arena, Londres, Inglaterra                | 4:35    |  |
| 9.             | "Breakdown" (30 de junho de 1981)                       | The Forum, Los Angeles                            | 7:55    |  |
| 10.            | "Something in the Air" (4 de novembro de 1993)          | Stephen C. O’Connell Center, Gainesville, Florida | 3:50    |  |
| 11.            | "I Just Want to Make Love to You" (17 de março de 1995) | Maple Leaf Gardens, Toronto                       | 3:55    |  |
| 12.            | "Drivin' Down to Georgia" (4 de novembro de 1993)       | Stephen C. O’Connell Center, Gainesville, Florida | 6:25    |  |
| 13.            | "Lost Without You" (4 de novembro de 1993)              | Stephen C. O’Connell Center, Gainesville, Florida | 6:55    |  |
| 14.            | "Refugee" (11 de junho de 1983)                         | Irvine Meadows, Irvine, Califórnia                | 6:05    |  |
| Duração total: | Duração total:                                          | Duração total:                                    | 1:05:47 |  |

| Disco 2        |                                                       |                                                         |         |  |
| N.º            | Título                                                | Location                                                | Duração |  |
| 1.             | "Diddy Wah Diddy" (1 de fevereiro de 1997)            | The Fillmore, San Francisco                             | 2:55    |  |
| 2.             | "I Want You Back Again" (7 de fevereiro de 1997)      | The Fillmore, San Francisco                             | 2:54    |  |
| 3.             | "Wildflowers" (17 de março de 1995)                   | Maple Leaf Gardens, Toronto                             | 3:12    |  |
| 4.             | "Friend of the Devil" (3 de fevereiro de 1997)        | The Fillmore, San Francisco                             | 5:41    |  |
| 5.             | "A Woman in Love (It's Not Me)" (29 de junho de 1981) | The Forum, Los Angeles                                  | 5:42    |  |
| 6.             | "It's Good to Be King" (September 21, 2006)           | Stephen C. O’Connell Center, Gainesville, Florida       | 12:14   |  |
| 7.             | "Angel Dream (No. 2)" (19 de abril de 2003)           | The Vic Theatre, Chicago                                | 2:56    |  |
| 8.             | "Learning to Fly" (16 de junho de 2006)               | Bonnaroo Music and Arts Festival, Manchester, Tennessee | 4:44    |  |
| 9.             | "Mary Jane's Last Dance" (21 de setembro de 2006)     | Stephen C. O’Connell Center, Gainesville, Florida       | 5:54    |  |
| 10.            | "Mystic Eyes" (27 de outubro de 2006)                 | The Greek Theatre, Berkeley, Califórnia                 | 8:59    |  |
| Duração total: | Duração total:                                        | Duração total:                                          | 55:11   |  |

| Disco 3        |                                              |                                          |         |  |
| N.º            | Título                                       | Location                                 | Duração |  |
| 1.             | "Jammin' Me" (7 de fevereiro de 1997)        | The Fillmore, San Francisco              | 4:32    |  |
| 2.             | "The Wild One, Forever" (6 de março de 1980) | Hammersmith Odeon, Londres, Inglaterra   | 3:35    |  |
| 3.             | "Green Onions" (6 de fevereiro de 1997)      | The Fillmore, San Francisco              | 4:19    |  |
| 4.             | "Louisiana Rain" (7 de dezembro de 1982)     | Wembley Arena, Londres, Inglaterra       | 5:10    |  |
| 5.             | "Melinda" (26 de agosto de 2003)             | UNO Lakefront Arena, New Orleans         | 8:15    |  |
| 6.             | "Goldfinger" (31 de janeiro de 1997)         | The Fillmore, San Francisco              | 4:02    |  |
| 7.             | "Surrender" (11 de junho de 1983)            | Irvine Meadows, Irvine, Califórnia       | 3:11    |  |
| 8.             | "Dreamville" (16 de outubro de 2002)         | Grand Olympic Auditorium, Los Angeles    | 2:54    |  |
| 9.             | "Spike" (29 de julho de 1986)                | Portland Civic Stadium, Portland, Oregon | 7:40    |  |
| 10.            | "Any Way You Want It" (11 de junho de 1983)  | Irvine Meadows, Irvine, Califórnia       | 2:59    |  |
| 11.            | "American Girl" (13 de abril de 1983)        | The Cow Palace, San Francisco            | 5:19    |  |
| Duração total: | Duração total:                               | Duração total:                           | 52:56   |  |

| Disco 4        |                                                 |                                                             |         |  |
| N.º            | Título                                          | Location                                                    | Duração |  |
| 1.             | "Runnin' Down a Dream" (21 de setembro de 2006) | Stephen C. O’Connell Center, Gainesville, Flórida           | 5:11    |  |
| 2.             | "Oh Well" (16 de junho de 2006)                 | Bonnaroo Music and Arts Festival, Manchester, Tennessee     | 3:35    |  |
| 3.             | "Southern Accents" (21 de setembro de 2006)     | Stephen C. O’Connell Center, Gainesville, Flórida           | 5:00    |  |
| 4.             | "Crawling Back to You" (26 de agosto de 2005)   | The Greek Theatre, Berkeley, Califórnia                     | 4:38    |  |
| 5.             | "My Life / Your World" (23 de junho de 1987)    | Blossom Music Center, Cuyahoga Falls, Ohio                  | 4:55    |  |
| 6.             | "I Won't Back Down" (15 de novembro de 2007)    | American Museum of Natural History, New York                | 3:26    |  |
| 7.             | "Square One" (17 de junho de 2006)              | UMB Bank Pavilion, Maryland Heights, Missouri               | 3:44    |  |
| 8.             | "Have Love Will Travel" (5 de julho de 2002)    | Saratoga Performing Arts Center, Saratoga Springs, New York | 3:57    |  |
| 9.             | "Free Fallin'" (14 de agosto de 2005)           | Irvine Meadows, Irvine, Califórnia                          | 4:46    |  |
| 10.            | "The Waiting" (28 de junho de 1981)             | The Forum, Los Angeles                                      | 4:14    |  |
| 11.            | "Good, Good Lovin'" (30 de junho de 1981)       | The Forum, Los Angeles                                      | 2:50    |  |
| 12.            | "Century City" (8 de julho de 1980)             | The Spectrum, Philadelphia                                  | 4:22    |  |
| 13.            | "Alright for Now" (17 de março de 1995)         | Maple Leaf Gardens, Toronto                                 | 2:49    |  |
| Duração total: | Duração total:                                  | Duração total:                                              | 53:27   |  |

### Edição Deluxe
Em 22 de novembro de 2009, antes do lançamento dos formatos padrão e digital, as lojas Best Buy ofereciam uma "Edição Deluxe" exclusiva do conjunto da caixa. A edição deluxe contém os quatro discos da edição padrão e inclui um quinto disco de material ao vivo, dois DVDs inéditos, uma remasterização em vinil do álbum Official Live 'Leg, de 1977, e um disco Blu-ray com todas as 62 músicas do disco. A embalagem desta edição também inclui um pôster de concerto, reproduções de bastidores, um livreto de luxo, uma litografia e mais materiais bônus.
| Disco 5        |                                                       |                                                             |         |  |
| N.º            | Título                                                | Location                                                    | Duração |  |
| 1.             | "Think About Me" (24 de julho de 1987)                | Jacksonville Memorial Coliseum, Jacksonville, Flórida       | 3:54    |  |
| 2.             | "Down South" (17 de setembro de 2006)                 | Austin City Limits Music Festival, Austin, Texas            | 3:16    |  |
| 3.             | "I Need to Know" (29 de junho de 1981)                | The Forum, Los Angeles                                      | 2:29    |  |
| 4.             | "Billy the Kid" (28 de maio de 2001)                  | Chronicle Pavilion, Concord, Califórnia                     | 5:09    |  |
| 5.             | "I'd Like to Love You Baby" (21 de abril de 2003)     | Soundstage Studios, Chicago                                 | 4:08    |  |
| 6.             | "Image of Me" (10 de outubro de 1987)                 | Wembley Arena, Londres, Inglaterra                          | 2:51    |  |
| 7.             | "Born in Chicago" (21 de abril de 2003)               | Soundstage Studios, Chicago                                 | 3:50    |  |
| 8.             | "Like a Diamond" (16 de outubro de 2002)              | Grand Olympic Auditorium,, Los Angeles                      | 4:40    |  |
| 9.             | "The Last DJ" (7 de dezembro de 2002)                 | The Palace of Auburn Hills, Auburn Hills, Michigan          | 3:36    |  |
| 10.            | "No Second Thoughts" (27 de julho de 1981)            | The Spectrum, Philadelphia                                  | 3:33    |  |
| 11.            | "Ballad of Easy Rider" (24 de julho de 1987)          | Jacksonville Memorial Coliseum, Jacksonville, Flórida       | 3:08    |  |
| 12.            | "Don't Come Around Here No More" (7 de julho de 2001) | Saratoga Performing Arts Center, Saratoga Springs, New York | 6:30    |  |
| 13.            | "Too Much Ain't Enough" (31 de dezembro de 1978)      | Santa Monica Civic Auditorium, Santa Monica, Califórnia     | 5:10    |  |
| 14.            | "County Farm" (February 4, 1997)                      | The Fillmore, San Francisco                                 | 8:11    |  |
| Duração total: | Duração total:                                        | Duração total:                                              | 1:00:19 |  |

| Concerto de Ano Novo em Santa Monica, Califórnia - 1978 |                                  |         |  |
| N.º                                                     | Título                           | Duração |  |
| 1.                                                      | "I Need to Know"                 | 2:22    |  |
| 2.                                                      | "Surrender"                      | 2:52    |  |
| 3.                                                      | "Fooled Again (I Don't Like It)" | 6:44    |  |
| 4.                                                      | "Casa Dega"                      | 5:22    |  |
| 5.                                                      | "Refugee"                        | 3:46    |  |
| 6.                                                      | "You're Gonna Get It"            | 4:19    |  |
| 7.                                                      | "Mystery Man"                    | 3:18    |  |
| 8.                                                      | "American Girl"                  | 4:22    |  |
| 9.                                                      | "Breakdown"                      | 7:11    |  |
| 10.                                                     | "Too Much Ain't Enough"          | 4:53    |  |
| 11.                                                     | "Shout"                          | 8:57    |  |
| Duração total:                                          | Duração total:                   | 56:55   |  |

## Pessoal
Tom Petty and the Heartbreakers
- Ron Blair (1976–1981, 2002–2006) - baixo, vocal de apoio
- Mike Campbell (todas as faixas) - guitarra, bandolim, marxofone
- Howie Epstein (1982–2001) - baixo, vocal de apoio
- Steve Ferrone (1995–2006) - bateria, percussão
- Stan Lynch (1976-1993) - bateria, percussão, vocais de fundo
- Tom Petty (todas as faixas) - vocais principais (todas as faixas), guitarra rítmica (todas as faixas), guitarra principal (1982–2007), gaita (todas as faixas), percussão (todas as faixas)
- Benmont Tench (todas as faixas) - piano, teclados, vocais de fundo
- Scott Thurston (1993–2007) - vocais de fundo, guitarra rítmica, teclados, gaita

Músicos adicionais
- Phil Jones   - percussão (1981-1983)
- O dinheiro Orquestra Big, organizado e conduzido por Jon Brion - cordas e cornetas em "Dreamville", cordas em "Like a Diamond"
- David Hoskot - percussão em "My Life / Your World"
- Stevie Nicks - backing vocal em "Learning to Fly"
- Bobby Valentino - violino em "Louisiana Rain"
- Del Shannon - Guitarra rítmica e vocal de apoio em "Breakdown" (DVD de concerto de Ano Novo de 1978)
- Phil Seymour - vocal de apoio em "Breakdown" (DVD de concerto de véspera de Ano Novo de 1978)

Produção
- Chris Bellman - masterização
- Mike Campbell - produtor
- Shepard Fairey - arte final
- Tom Petty - produtor
- Ryan Ulyate - produtor, mixagem